# Vista Hermosa, Lafragua
Vista Hermosa är en ort i Mexiko.   Den ligger i kommunen Lafragua och delstaten Puebla, i den sydöstra delen av landet, 200 km öster om huvudstaden Mexico City. Vista Hermosa ligger 3 251 meter över havet och antalet invånare är 164.
Terrängen runt Vista Hermosa är huvudsakligen lite bergig. Vista Hermosa ligger uppe på en höjd som går i nord-sydlig riktning. Runt Vista Hermosa är det ganska tätbefolkat, med 60 invånare per kvadratkilometer. Närmaste större samhälle är Tlanalapan, 5,2 km söder om Vista Hermosa. Trakten runt Vista Hermosa består till största delen av jordbruksmark.